# Ichthyocladius neotropicus
Ichthyocladius neotropicus är en tvåvingeart som beskrevs av Ernst Josef Fittkau 1974. Ichthyocladius neotropicus ingår i släktet Ichthyocladius och familjen fjädermyggor. Inga underarter finns listade i Catalogue of Life.